# Igraph
igraphとは、グラフ・ネットワーク解析の作成、操作が行えるライブラリコレクションである。C言語で実装されており、PythonやR言語のパッケージとして利用が可能である。またMathematica用のインターフェースからも利用可能である。ネットワーク科学やその関連分野の学術研究で広く利用されている。
igraph は Gábor Csárdi および Tamás Nepusz によって独自に開発された。動さの高速化のためにC言語によって実装され、GNU General Public License Version 2の下で利用可能である。

## 基本的な性質

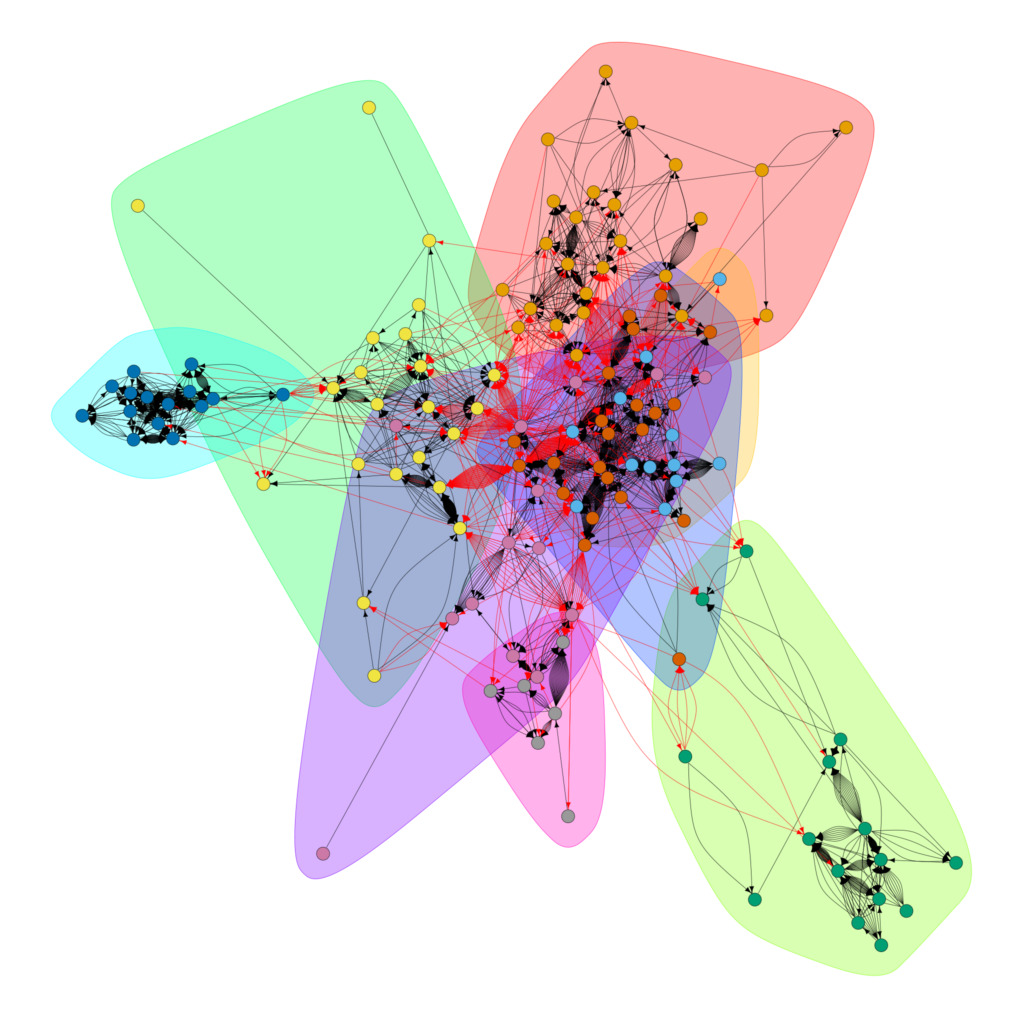
igraph を使用した作成したグラフ例。エンロン社のエンロンコーパスに保存されているメールのやりとりを表したグラフとなっている。

igraph の主な特徴は以下の通りとなっている:
- 大規模ネットワークを効率的に処理可能
- 高水準言語から呼び出しが可能
- 対話型・非対話型両方に対応している

## 特徴
igraph はオープンソースソフトウェアであり、Github上からソースコードをダウンロードすることができる。また igraph の関数を使用することができるオープンソースソフトウェアがいくつか存在しており、R言語のパッケージの tnet、igraphtosonia、cccdがR言語から利用が可能である。また多くのオペレーティングシステム上で使用することができる。
これはC言語のライブラリ、あるいはR言語、Python のパッケージはそれぞれの言語に対応したソフトウェアが必要であるが、igraph 自体はそのまま利用が可能となっているためである。igraph のC言語ライブラリ、Rパッケージ、Pythonのパッケージではドキュメント化がされている。

## 関数
igraph ではグラフの作成、中心性、パス長、グラフの連結性、モチーフの算出が可能である。また、PajekやGraphML、LGL、NCOL、DIMACS、GMLで利用可能なファイル形式に対応しており、単純な枝のリストを列挙したファイルの出力も可能である。ライブラリには複数のレイアウトツールも含まれている。